# Міддельфарт (муніципалітет)
Міддельфарт (дан. Middelfart) — муніципалітет у регіоні Південна Данія королівства Данія. Площа — 298.8 квадратних кілометрів. Адміністративний центр муніципалітету — місто Міддельфарт.

## Населення
У 2012 році населення муніципалітету становило 37 612 осіб.